# Конклав 1623 года
Конклав 1623 года был созван после смерти Папы Григория XV и завершился избранием кардинала Маффео Барберини Папой Урбаном VIII. Это был первый конклав, который состоялся после реформ, которые провёл Григорий XV своей буллой 1621 года «Aeterni Patris Filius».

## Предыстория
После своего избрания Григорий XV реформировал систему папских конклавов своей буллой «Aeterni Patris Filius» 1621 года, которая была призвана упростить процесс конклава, и это были первые папские выборы, последовавшие за этими реформами.
После конклавов 1605 года папские выборы стали стандартизированными, несмотря на то, что не были наследственными. Типичный папа, в течение двухсот лет после избрания Павла V в том году, был около семидесяти лет и был кардиналом в течение десятилетия после карьеры канонического юриста. Папы обычно происходили из дворян второго ранга Рима или Папской области.

## Конклав

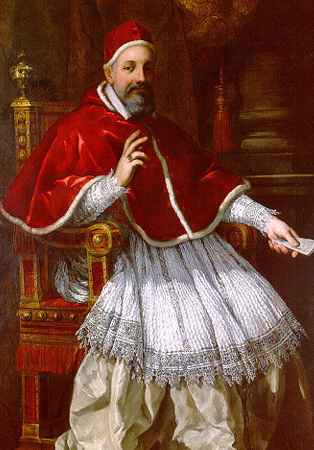
Урбан VIII

В конклаве, который состоялся с 19 июля по 6 августа после смерти Григория XV, приняли участие пятьдесят четыре кардинала. Среди них были четыре испанских кардинала и три немецких кардинала, но ни одного французского кардинала.
Кардиналы в основном были разделены на фракции между теми, кого назначили римские понтифики до избрания Папы Павла V в 1605 году, коих было тринадцать, теми, кого назначил Павел V, коих было тридцать два, и теми, кого возвёл Григорий XV, коих было девять. Двумя кардиналами, которые имели наибольшее влияние на конклав, были Сципион Боргезе, племянник Павла V, и Людовико Людовизи, племянник Григория XV. Людовизи пытался увеличить своё влияние на конклав, став союзником кардиналам, которые происходили из регионов, контролируемых Габсбургами.
Боргезе поддерживал Пьетро Кампори на предыдущем конклаве, который избрал Григория XV, и Кампори был его предпочтительным кандидатом и на этом конклаве. Предполагалось, что возраст Кампори в 66 лет будет преимуществом, поскольку испанский меморандум показал, что они считали пожилых кардиналов менее склонными к разработке независимой внешней политики в качестве Папы. Поскольку французское влияние на этих выборах не ожидалось большим, Боргезе предполагал, что избрать Кампори Папой будет легче, поскольку французская оппозиция была главным препятствием на предыдущем конклаве.
Первое скрутини (голосование) конклава было значительным, поскольку оно показало, что реформа Григория XV, направленная на то, чтобы отговорить кардиналов голосовать за своих друзей в первом туре, не увенчалась успехом. Второе скрутини показало Боргезе, что Джованни Гарциа Миллини, бывший кандидатом от боргезианской партии, имевшим наибольшую поддержку среди выборщиков. Людовизи был противником Меллини, и он распространял слухи среди кардиналов, что Боргезе скорее умрет, чем увидит, как кто-то за пределами его фракции станет Папой. Эти слухи привели к тому, что другие кардиналы потеряли доброе расположение к Боргезе, в сочетании с предполагаемым фактом, что летняя жара начала их истощать.

## Избрание Урбана VIII

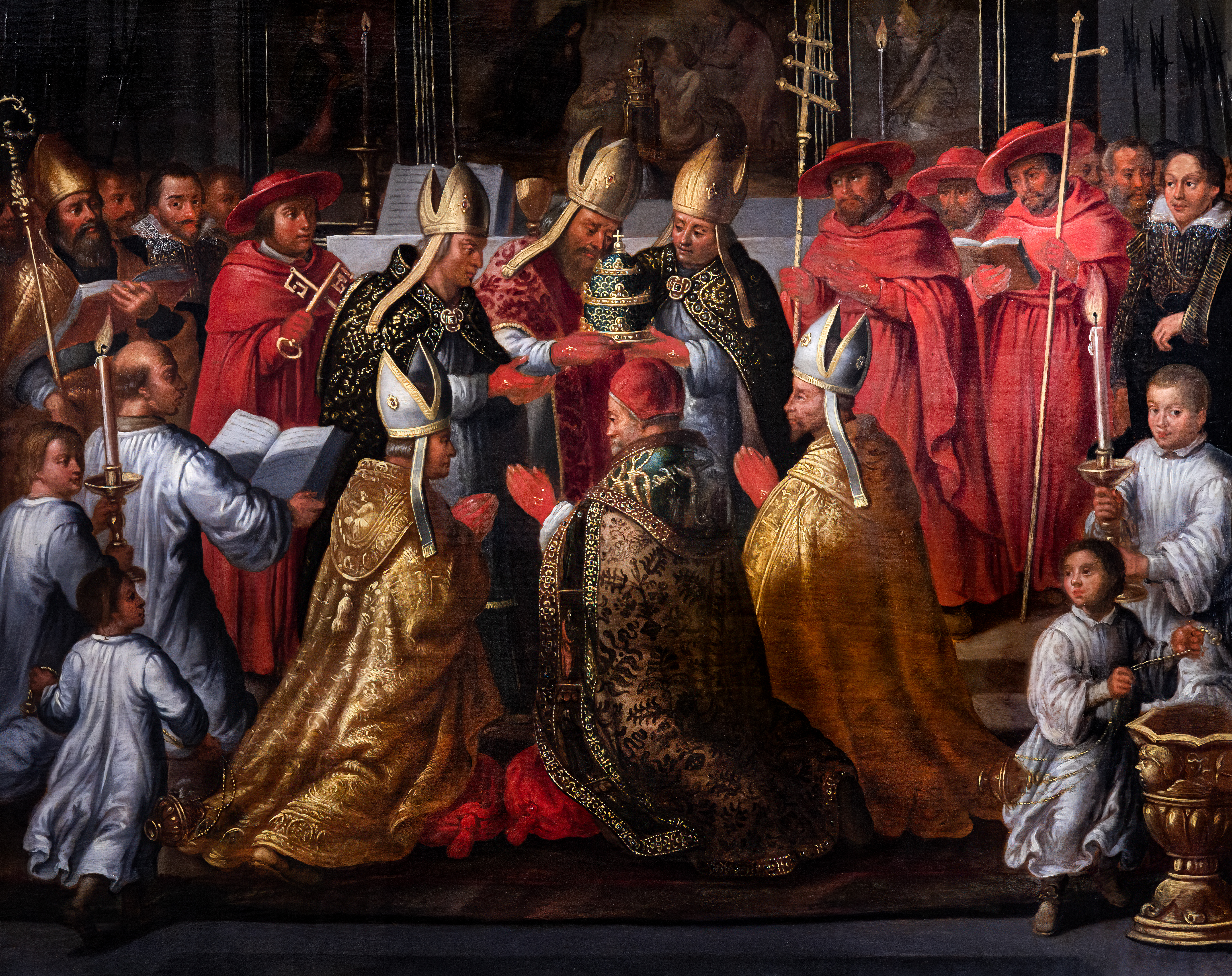
Коронация папы Урбана VIII в 1623 году

После того, как кандидаты от обеих основных фракций были отвергнуты выборщиками, Боргезе начал искать нейтральных кандидатов, включая Маффео Барберини. Барберини начал открыто агитировать за свое собственное избрание, чего не было на предыдущих конклавах. Барберини дружил с Морицем Савойским, который был представителем кардиналов, поддерживающих Францию во время конклава. Он также получил поддержку Людовизи, что заставило Боргезе выступить против него. Боргезе заболел во время конклава, и чтобы уйти, он согласился на избрание Барберини и поручил своим кардиналам проголосовать за избрание Барберини.
На следующем рассмотрении Барберини получил достаточно голосов для избрания, но не хватало одного бюллетеня. Кардиналы спорили о том, что делать, в течение двух часов, и в конце концов Барберини запросил повторное голосование, которое он выиграл, когда присутствовало пятьдесят из пятидесяти четырёх кардиналов. Относительная скорость избрания Урбана VIII была связана с летней жарой, которую кардиналы были вынуждены терпеть во время процесса.
После своего избрания Барберини взял имя Урбан VIII. Барберини ранее служил папским нунцием во Франции при Павле V и был назначен кардиналом из-за своей службы там, а его избрание понравилось Людовику XIII. Во время понтификата Павла V Барберини был отмечен в серии биографий потенциальных кардиналов-выборщиков как писатель и поэт. Символом его семьи была пчела, и впоследствии римляне говорили, что его избрание было предсказано роем пчёл, вошедшим на конклав. После выборов в течение двух недель умерло восемь кардиналов, но новый Папа выжил, несмотря на то, что заразился малярией во время конклава.